# Điện mặt trời Mũi Né
Điện mặt trời Mũi Né là nhà máy điện mặt trời xây dựng trên vùng đất phường Mũi Né thành phố Phan Thiết tỉnh Bình Thuận .
Điện mặt trời Mũi Né có công suất lắp máy 40 MWp, khởi công tháng 10/2018 , khánh thành tháng 6/2019 . 
Vùng thu năng lượng có diện tích 38 ha, cung cấp mỗi năm khoảng 68 triệu kWh. Nhà máy cách trung tâm thành phố Phan Thiết 10°55′40″B 108°06′08″Đ / 10,927643°B 108,102274°Đ cỡ 24 km hướng đông đông bắc. Chủ sở hữu là Công ty cổ phần Đức Thành Mũi Né .

## Công trình liên quan
Phía bắc Mũi Né là vùng đồi thấp khô cằn, đang được dùng cho phát triển nhà máy năng lượng gió và mặt trời. Các dự án đã thực hiện ở các xã lân cận có:
- Điện mặt trời Hồng Phong 4 11°02′21″B 108°18′13″Đ / 11,039105°B 108,303643°Đ công suất lắp máy 48 MWp, khởi công tháng 10/2018, hoàn thành tháng 6/2019 [6].
- Điện mặt trời Hòa Thắng triển khai từ năm 2018.